# Sustrato (química)
En química, un sustrato o substrato  es típicamente la especie química que se observa en una reacción química, que reacciona con un reactivo para generar un producto. En química sintética y orgánica, el sustrato es el químico de interés que se está modificando. En bioquímica, un sustrato enzimático es el material sobre el que actúa una enzima. Al referirse al principio de Le Chatelier, el sustrato es el reactivo cuya concentración se cambia. El término sustrato es altamente dependiente del contexto. Esencialmente se refiere a la parte de la molécula que es precursora de un producto. 
| Reacción espontánea {\displaystyle {\ce {S -> P}}} - Donde S es substrato y P es producto. | Reacción catalizada {\displaystyle {\ce {{S}+ C -> {P}+ C}}} - Donde S es substrato, P es producto y C es catalizador. |  |

## Bioquímica
En bioquímica, el sustrato es una molécula sobre la cual actúa una enzima. Las enzimas catalizan reacciones químicas que involucran el (los) sustrato(s). En el caso de un solo sustrato, el sustrato se une con el sitio activo de la enzima, y se forma un complejo de enzima-sustrato. El sustrato se transforma en uno o más productos, que luego se liberan desde el sitio activo. El sitio activo es libre para aceptar otra molécula de sustrato. En el caso de más de un sustrato, estos pueden unirse en un orden particular al sitio activo, antes de reaccionar juntos para producir productos. Un sustrato se denomina 'cromogénico' si da lugar a un producto coloreado cuando es activado por una enzima. En los estudios histológicos de localización de enzimas, el producto coloreado de la acción de la enzima puede verse bajo un microscopio, en secciones delgadas de tejidos biológicos. De manera similar, un sustrato se llama 'fluorogénico' si da lugar a un producto fluorescente cuando es actuado por una enzima. 
Por ejemplo, la formación de cuajada (coagulación del cuajo) es una reacción que se produce al agregar la enzima renina a la leche. En esta reacción, el sustrato es una proteína de la leche (por ejemplo, caseína) y la enzima es la renina. Los productos son dos polipéptidos que se han formado por la escisión del sustrato peptídico más grande. Otro ejemplo es la descomposición química del peróxido de hidrógeno llevado a cabo por la enzima catalasa. Como las enzimas son catalizadores, no se modifican por las reacciones que llevan a cabo. El sustrato(s), sin embargo, se convierte en producto(s). Aquí, el peróxido de hidrógeno se convierte en agua y gas de oxígeno. 
{\displaystyle {\ce {{E}+ S <=> ES -> EP <=> {E}+ P}}}
- Donde E es enzima, S es sustrato y P es producto

Si bien los pasos primero (vinculante) y tercero (no vinculante) son, en general, reversibles, el paso medio puede ser irreversible (como en las reacciones de renina y catalasa que se acaban de mencionar) o reversible (por ejemplo, muchas reacciones en la vía metabólica de la glucólisis). 
Al aumentar la concentración de sustrato, la velocidad de reacción aumentará debido a la probabilidad de que aumente el número de complejos enzima-sustrato; esto ocurre hasta que la concentración de la enzima se convierte en el factor limitante. 

### Promiscuidad del sustrato
Aunque las enzimas son típicamente muy específicas, algunas son capaces de realizar catálisis en más de un sustrato, una propiedad denominada promiscuidad enzimática. Una enzima puede tener muchos sustratos nativos y amplia especificidad (por ejemplo, oxidación por el citocromo p450s) o puede tener un solo sustrato nativo con un conjunto de sustratos no nativos similares que puede catalizar a una tasa menor. Los sustratos con los que una enzima dada puede reaccionar in vitro, en un entorno de laboratorio, pueden no reflejar necesariamente los sustratos fisiológicos endógenos de las reacciones de la enzima in vivo. Es decir, las enzimas no necesariamente realizan todas las reacciones en el cuerpo que pueden ser posibles en el laboratorio. Por ejemplo, mientras que la amida hidrolasa de ácido graso (FAAH) puede hidrolizar los endocannabinoides 2-araquidonoilglicerol (2-AG) y anandamida a tasas comparables in vitro, la alteración genética o farmacológica de FAAH eleva la anandamida pero no 2-AG, lo que sugiere que 2-AG No es un sustrato endógeno in vivo para FAAH. En otro ejemplo, se observa que las N -acil taurinas (NAT) aumentan dramáticamente en animales con alteración de FAAH, pero en realidad son sustratos de FAAH in vitro deficientes.

### Sensibilidad
Los sustratos sensibles también conocidos como sustratos de índice sensibles son medicamentos que demuestran un aumento en el AUC de ≥5 veces con inhibidores del índice fuerte de una vía metabólica dada en estudios clínicos de interacción de medicamentos (DDI).
Los sustratos de sensibilidad moderada son medicamentos que demuestran un aumento en el AUC de ≥2 a <5 veces con inhibidores de índice fuerte de una vía metabólica dada en estudios clínicos de DDI.

#### Interacción entre sustratos.
El metabolismo por la misma isozima del citocromo P450 puede dar lugar a varias interacciones farmacológicas clínicamente significativas.